# Essentielle Irisatrophie
Die Essentielle Irisatrophie ist eine sehr seltene Form des iridokornealen endothelialen Syndromes mit den Hauptmerkmalen fortschreitende Atrophie der Iris, Hornhautödem, Ektopie der Hornhaut und der Uvea.
Synonyme sind: englisch ICE syndrome, essential iris atrophy type; iridocorneal endothelial (ICE) syndrome, essential iris atrophy; progressive essential iris atrophy
Die Erstbeschreibung stammt aus dem Jahre 1903 durch den Arzt C. Harms.

## Verbreitung
Häufigkeit und Ursache sind nicht bekannt. Bislang wurde über 80 Betroffene berichtet.

## Klinische Erscheinungen
Klinische Kriterien sind:
- fortschreitende Irisatrophie mit Löchern auf der Oberfläche
- Hornhautödem
- Ektopie der Uvea
- vordere Synechie
- häufig sekundäres Glaukom

## Differentialdiagnose
Abzugrenzen sind die anderen Formen des iridokornealen endothelialen Syndromes.